# Chris Romero
Crispin  Valentino Junior (Chris) Romero (Aruba, 9 maart 1976) is een Arubaans politicus. Hij was tussen 2017 en 2021 minister van Transport, Communicatie en Primaire Sector namens de MEP. Daarvoor was hij lid van de Staten van Aruba.

## Biografie
Romero is geboren op Aruba en groeide op in San Nicolas. Na zijn opleiding aan het IPA ging hij aan de slag als onderwijzer in San Nicolas. In 2005 stapte Romero in de politiek als jonge kandidaat voor het district San Nicolas op de MEP-lijst.  In 2013 stond hij, na lijsttrekker Evelyn Wever-Croes, op positie nr. 2 op de lijst en behaalde 1273 persoonlijke stemmen. Hij werd lid van de Staten van Aruba. Na de Statenverkiezingen van 2017 werd hij benoemd tot minister van Transport, Communicatie en Primaire Sector. Na deelname aan vier opeenvolgende verkiezingen besluit Romero in 2021 zich niet verkiesbaar te stellen voor de verkiezingen op 25 juni. Hij zal vanwege persoonlijke redenen zich terugtrekken uit de politiek na afloop van zijn termijn als minister in het eerste kabinet Wever-Croes.
Romero is gehuwd en vader van drie zonen.

## Zaak Kwihi
Het strafrechtelijk onderzoek bekend als "zaak Kwihi" richt zich op een aantal door Romero in zijn functie als minister afgesloten dienstverleningsovereenkomsten. In het kader hiervan deed het Openbaar Ministerie in februari 2023 diverse huiszoekingen, waaronder inbegrepen de woning van de voormalige minister, Edison Briesen.